# Bouloulou
Bouloulou est une commune rurale située dans le département de Léba de la province du Zondoma dans la région Nord au Burkina Faso.

## Géographie
Bouloulou est situé à environ 12 km à l'ouest de Léba, le chef-lieu du département, et à 10 km au nord-ouest de Bougounam, la principale localité de la zone, et de la route nationale 2 reliant le centre au nord du pays.

## Santé et éducation
Le centre de soins le plus proche de Bouloulou est le centre de santé et de promotion sociale (CSPS) de Léba tandis que le centre médical avec antenne chirurgicale (CMA) de la province se trouve à Gourcy.
Bouloulou possède deux écoles primaires publiques (A et B) ainsi que l'un des deux collèges d'enseignement général (CEG) du département.